# Balasore
Balasore (o Baleshwar) è una suddivisione dell'India, classificata come municipality, di 106.032 abitanti, capoluogo del distretto di Balasore, nello stato federato dell'Orissa. In base al numero di abitanti la città rientra nella classe I (da 100.000 persone in su).

## Geografia fisica
La città è situata a 21° 29' 39 N e 86° 55' 54 E e ha un'altitudine di 15 m s.l.m..

## Società

### Evoluzione demografica
Al censimento del 2001 la popolazione di Balasore assommava a 106.032 persone, delle quali 55.637 maschi e 50.395 femmine. I bambini di età inferiore o uguale ai sei anni assommavano a 11.814, dei quali 6.141 maschi e 5.673 femmine. Infine, coloro che erano in grado di saper almeno leggere e scrivere erano 80.281, dei quali 44.801 maschi e 35.480 femmine.

## Storia
La città fu fondata dagli inglesi nel 1642, per poi passare nelle mani dei francesi e degli olandesi. Declinò di importanza già nel XVIII secolo a causa dell'interramento del porto. Il suo passato coloniale è visibile nelle rovine di tombe olandesi e nei resti di canali che una volta conducevano al mare.